# Jiangang
Jiangang (kinesiska: 涧岗, 涧岗乡) är en socken i Kina. Den ligger i provinsen Henan, i den centrala delen av landet, omkring 130 kilometer öster om provinshuvudstaden Zhengzhou. Antalet invånare är 32 431. Befolkningen består av 16 131 kvinnor och 16 300 män. Barn under 15 år utgör 23,0 %, vuxna 15-64 år 67 %, och äldre över 65 år 8,0 %.
Genomsnittlig årsnederbörd är 879 millimeter. Den regnigaste månaden är juli, med i genomsnitt 185 mm nederbörd, och den torraste är januari, med 6 mm nederbörd.